# Khu bảo tồn thiên nhiên rừng sến Tam Quy
Khu bảo tồn thiên nhiên rừng sến Tam Quy là khu rừng đặc dụng bảo tồn loài sến, nằm trên địa bàn huyện Hà Trung, tỉnh Thanh Hóa, Việt Nam.

## Vị trí
Khu bảo tồn thiên nhiên rừng sến Tam Quy thuộc địa phận hành chính các xã Hà Lĩnh, Hà Tân, Hà Đông, huyện Hà Trung, nằm ở phía bắc, cách Quốc lộ 1 khoảng 4 km và cách thành phố Thanh Hóa 25 km về phía bắc.
Tam Quy thuộc vùng đồi thấp ở phía tây của vùng đồng bằng Bắc Trung Bộ. Độ cao của khu vực từ 50 đến 325 m.

## Đặc điểm
Kiểu rừng chính của Tam Quy là rừng thường xanh đất thấp đặc trưng bởi sự ưu thế của loài sến mật (Madhuca pasquieri) và lim xanh (Erythrophleum fordii). Sến là cây gỗ có nhiều công dụng: gỗ dùng để sản xuất đồ gỗ, dầu chiết ra từ hạt dùng để nấu ăn, lá và vỏ cây có công dụng làm các bài thuốc cổ truyền.
Khu bảo tồn loài sến Tam Quy đã được đưa vào hệ thống rừng đặc dụng quốc gia từ năm 1986 với diện tích 350 ha .
Dự án Khu bảo tồn thiên nhiên rừng sến Tam Quy được phê duyệt năm 2001.
Trong tổng diện tích tự nhiên 518,5 ha của khu bảo tồn gồm có:
- Đất có rừng: 418,1 ha, trong đó:

- Rừng sến thuần loại: 42,0 ha.
- Rừng sến + lim: 145,5 ha.
- Rừng lim + sến: 63,1 ha.
- Rừng lim thuần loại: 12,1,ha.
- Rừng sến + dẻ: 9,7 ha.
- Rừng trồng thông nhựa: 169,5 ha.
- Rừng trồng cây sở: 5,0 ha.
- Rừng trồng cây muồng + keo: 34,2 ha.

- Đất lâm nghiệp có trảng cỏ, cây bụi: 37,4 ha.

Tổng diện tích khu bảo tồn loài sến là 349 ha.
Vùng đệm bao gồm diện tích 795,5 ha bao quanh khu bảo tồn (thuộc địa phận hành chính các xã Hà Đông, Hà Ninh, Hà Lĩnh, Hà Tân), trong đó phần lớn là rừng thông (672,5 ha).
Hiện nay trong khu bảo tồn đang có một thực trạng diễn thế giữa lim và sến, đó là cây lim đang chèn ép, cạnh tranh không gian dinh dưỡng với cây sến. Chiều cao của lim khoảng 13 m, của sến là 9 m, sến ở tầng thấp và hoàn toàn chịu tán của lim, trong khi đặc tính sinh thái của cây sến trưởng thành là ưa sáng, không chịu bóng, dẫn đến nguy cơ rừng sến bị thay thế bởi rừng lim.